# Dianthus polymorphus
Dianthus polymorphus — вид рослин з родини гвоздикових (Caryophyllaceae); поширений у Європі від колишньої Югославії до північного Кавказу. 

## Поширення
Поширений у Європі від колишньої Югославії до північного Кавказу.